# Art romànic
|  | Per a altres significats, vegeu «Romànic (desambiguació)». |

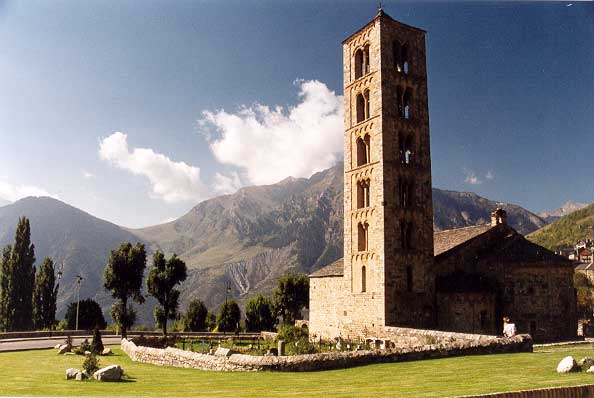
Sant Climent de Taüll

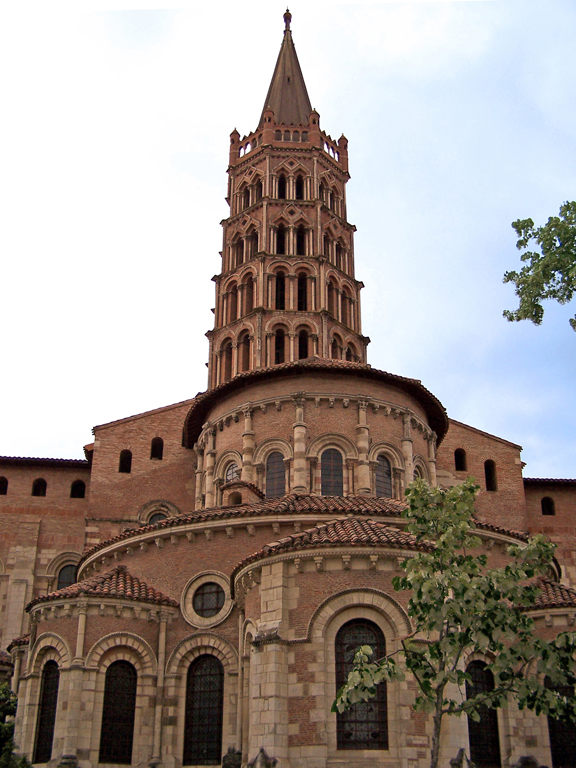
Absis i campanar de la basílica de Sant Serní de Tolosa, de la fi del.

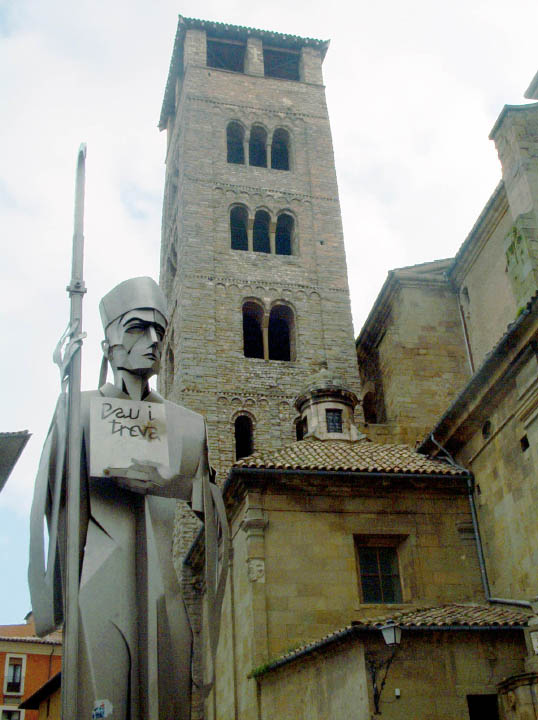
Homenatge a la Pau i Treva, davant del campanar de la catedral de Vic, Osona

L'art romànic es va desenvolupar a l'Europa Occidental des de mitjan segle x al segle xiii, després de la descomposició de l'Imperi carolingi.
A banda de les influències clarament romanes i de les noves tendències aparegudes a la Llombardia, com per exemple les bandes llombardes, que havien anat experimentant amb noves formes i estructures inspirades en els edificis que restaven, també hi ha una clara assimilació de modalitats orientals.
En un principi, l'estil fou molt funcional i auster, utilitzant sobretot pedra trencada. A la nau, s'aplicava la volta de canó, sense ornamentacions ni obertures; molt sovint, amb la porta d'entrada situada al cantó de migdia com a única obertura, amb escasses finestres de doble esqueixada. Només a l'exterior dels absis i murs, s'hi ressaltava alguna lesena i arcuació cega. Les naus podien estar dividides per pilastres unides per arcs de mig punt.
A la fi del segle xi, s'hi produeixen canvis importants com les primeres realitzacions en pedra polida, l'ornamentació escultòrica de finestres, portals, capitells, etc. Serà ara, al segle xii, quan esclata la construcció de les grans obres del romànic, amb pintures murals, enlairament de grans campanars o claustres. Però sempre limitats pels recursos arquitectònics que es milloraran l'estil gòtic i se n'aprofitaran de les seves característiques.

## Terme romànic
El terme "romànic" que utilitzem avui en dia per a referir-nos a l'estil arquitectònic, pictòric i escultòric que s'estengué per Europa occidental durant els segles xi, xii i xiii, té molta menys antiguitat que els objectes als quals fa referència. Aquesta paraula fou confeccionada a principis del segle xix, aproximadament als anys vint, i fou la creació de dos arqueòlegs; Charles de Gerville i Auguste Le Prévost, quan en una de les seves rutinàries escapades a la naturalesa amb pintors impressionistes que captaven ràpidament la bellesa de la cosa mutable, i estudiosos de les runes, a la recerca de racons “amb ànima”, van decidir confeccionar la paraula “romànic” amb la finalitat de diferenciar-la de la gòtica, terme que ja s'utilitzava des del segle xvi. Un fet curiós és, que quan el romànic estava en el seu període d'hegemonia i expansió més notable, aquest no tenia un nom aleshores, no tenien cap manera a la qual designar l'arquitectura coetània d'aquell moment.
Gerville va emprar el terme romànic per referir-se a tota aquella arquitectura que anava des de la caiguda de l'Imperi Romà el 476 fins al segle xii. El perquè d'aquest nom és molt fàcil. En encunyar aquest terme pretenia aproximar-la als modes i formes de l'arquitectura de l'Antiga Roma, ja que era com una evolució de l'art romà, com bé passava amb la llengua; la llengua de l'època romana era el llatí, i amb el fruit d'una llarga i gradual evolució apareixen les llengües romàniques, i d'aquí prové el terme romànic.
Al principi del segle xx, la historiografia de l'art va restringir la cronologia, situant el període romànic des de fins del segle x fins a la introducció del gòtic. Des que es va encunyar el terme romànic com a concepte estilístic sense matisos, els historiadors van cercar una més gran i més descriptiva definició, subdividint el mencionat concepte generalitzat en tres etapes ben definides: Primer romànic, Romànic ple i Tardoromànic. Josep Puig i Cadafalch va denominar primer romànic el desenvolupat a Catalunya durant el segle x.

## Origen del romànic
Malgrat la teoria tradicional que diu que el romànic va sorgir al nord de França o a la Llombardia, hi ha estudis i especialistes que ho han qüestionat. Ja el 1961 Alexandre Deulofeu va publicar una amplíssima obra acadèmica titulada «L'Empordà, bressol de l'art romànic», en què defensava, després de passar-se anys recorrent les esglésies de mitja Europa, que l'origen del romànic calia situar-lo a l'Empordà i al Rosselló, on es troben les capelles i esglésies romàniques (no preromàniques) més antigues, datades d'abans de l'any 1000, cosa que no passa en altres països. Prova d'això en serien la de Sant Pere de Rodes, Sant Quirze de Colera, Sant Genís de Fontanes, Sant Andreu de Sureda i Sant Martí de Fenollar, tot i que hi ha desenes de capelles escampades i abandonades per la regió que també donarien suport a questa teoria.
L'inici d'aquest art (entre finals del segle VIII i segle IX) estaria vinculat al naixement dels Comtats Catalans i, des d'allà, s'estendria com un ventall per la península Ibèrica i resta d'Europa Occidental, adquirint un notable desenvolupament al nord de França i Llombardia a partir del segle XI, que influiria com un bumerang en altres indrets.
De seguida es van produir les primeres manifestacions favorables a la teoria de Deulofeu per part d'erudits com M. Dominique Frangois en «Jardín des Arts», París; Marcel Durliat en l'«Art Román en Espagne»; Leopold Genicot, professor a la Universitat de Lovaina en «Les lignes de fait du Moyen Age»; i M. Jean Baudry, president del «Centre International d'Etudes Romanes». El 1964 l'erudit Josep Gudiol, en la seva obra «The Arts of Spain», va dir: "Les primeres construccions romàniques s'inicien en la zona pirenaica abans de l'any mil". El 1972 un gran nombre de professors de l'Historia de l'Art de la Universitat Complutense de Madrid van publicar «Tesoros artísticos de España», on diuen: "Van aparèixer a banda i banda de la frontera natural dels Pirineus petites construccions que presentaven les característiques romàniques i que han estat batejades com el primer art romànic". Altres especialistes, com Marcel Dieulafeu, Santiago Alcolea i Oscar Niemeyer també han donat per bona aquesta teoria.

## Pintura i escultura
Algunes característiques de la pintura i escultura romànica són les figures antinaturals, esquemàtiques i hieràtiques; cossos desproporcionats, manca total de perspectiva; i personatges superposats, estàtics, frontals i perfectament simètrics. Aquestes característiques amaguen al darrere un complex llenguatge iconogràfic, comprensible en el context de la societat i les creences de l'alta edat mitjana.
El Crist crucificat apareix serè i sense dolor, impassible al turment; el Déu pintat als absis és sobrenatural, jutge de les accions humanes i sobirà universal; Maria com a Tron de la Saviesa s'equipara amb la institució de l'església, mitjancera entre Déu i les persones. Els ulls i les mans humanes, les parts considerades més espirituals, adquireixen dimensions desproporcionades… Aquest antinaturalisme és intencionat i representa la realitat veritable i transcendent de Déu, enfront del món natural, només aparença imperfecta d'allò que és diví (neoplatonisme).

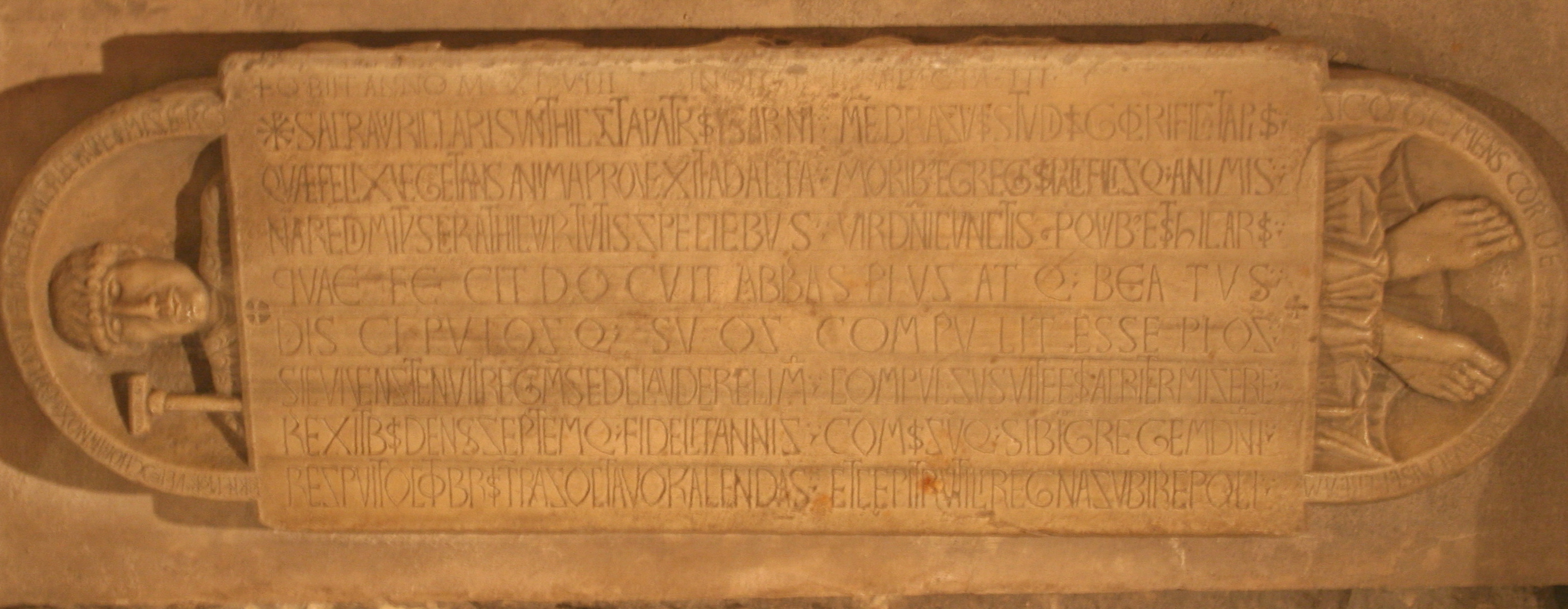
Làpida funerària de l'abat Isarn de l'abadia de Sant Víctor de Marsella

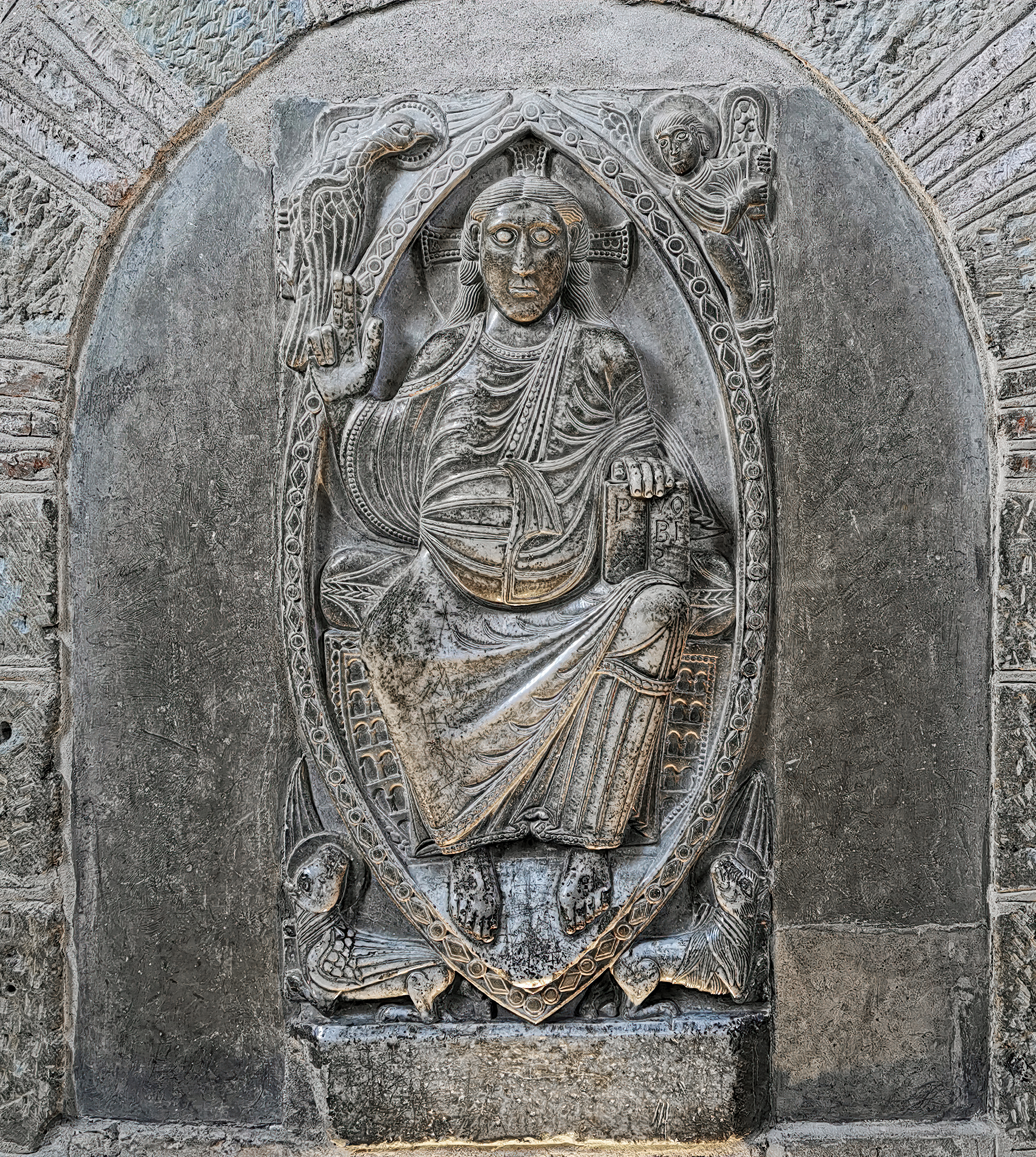
Maiestas Domini (1094-1096), d'inspiració carolingia al deambulatori de la Basílica de Sant Serni

La pintura té els mateixos temes iconogràfics que l'escultura. Però, a més, hi trobem les il·lustracions de llibres que apareixen per a comentar els textos, com el Beat de Liébana.
Hi ha també pintura mural, encara que es conserva malament i n'hi ha poca. Però la pintura va ser molt important, ja que tots els edificis devien estar policromats. La pintura se situava preferentment en l'interior. L'absis principal era el centre organitzador del programa iconogràfic. Es varen pintar, a més, les voltes i els murs.
Entre els temes predominants hi ha: el tetramorf, el pantocràtor, els apòstols i els sants. En els murs, apareixen els temes narratius, tant de l'Antic com del Nou Testament, però també apareixen les vides dels sants, sobretot si tenen relació amb el camí que els fidels han de recórrer per obtenir la salvació.
Igual que l'escultura, la pintura té una clara funció docent, i un marcat caràcter simbòlic, a més d'estètic. Apareixen el mateix tipus de convencionalismes: frontalitat, carència de volum i profunditat, formes geomètriques i esquemàtiques, adaptació al marc arquitectònic, antinaturalisme i hieratisme, encara que això es compensa amb una gran expressivitat de les figures.
Té una gran influència de l'art romà d'Orient. Hi predomina el dibuix, amb línia grossa, colors plans i sense volum. L'espai es crea per la distribució de les figures en l'espai. La tècnica més utilitzada és la del fresc, que requereix una certa preparació del mur: l'estucat. Els colors també poden aplicar-se al temple. Donada l'amplitud dels murs, la composició de l'escena adquirirà una importància singular. També es pintà sobre una taula per posar en els altars. La composició seguia les convencions del relleu.
En la pintura romànica sobresurt la miniatura. La miniatura està feta per gent lletrada, pensada per decorar llibres, per a la gent que sap llegir, però no té la intenció didàctica de les altres obres. Sovint, es creen models que després apareixen en murals i taules. Es pinten bíblies, llibres d'hores, vides de sants, llibres científics, etc. En aquests, les miniatures ocupen els marges dels fulls, a manera de vinyeta, pàgines plenes i les inicials del començament del text.
Totes aquestes característiques responen a dues «lleis» exposades per l'historiador de l'art Henri Focillon: la llei d'adaptació al marc i la llei de l'esquema geomètric, vàlides tant per a la pintura com per a l'escultura medievals. La primera parla de la necessària adaptació de les figures als espais arquitectònics que les acullen; i remet a la idea que arquitectura, pintura i escultura formen un tot que té com a objectiu difondre el missatge de les Sagrades Escriptures. La segona es refereix a la lògica geomètrica intrínseca que tenen les figures del romànic: aquestes són simètriques, prenen formes i composicions semblants a quadrats, triangles, cercles o creus... unes formes que no són, en absolut, gratuïtes.
Les formes i proporcions s'ajusten a un ordre geomètric racional, un ordre diví que poc té a veure amb la natura i la realitat material dels éssers humans. La pintura romànica, per tant, no està concebuda per a un gaudi sensible, sinó que s'adreça a l'intel·lecte mitjançant esquemes racionals. Tal com apunten alguns historiadors, per apreciar la bellesa d'aquest art, on res no es deixa a l'atzar i la iconografia és més complexa del que hom es pensa, cal desprendre's de la forma de pensar «positivista» contemporània.

## Escultors

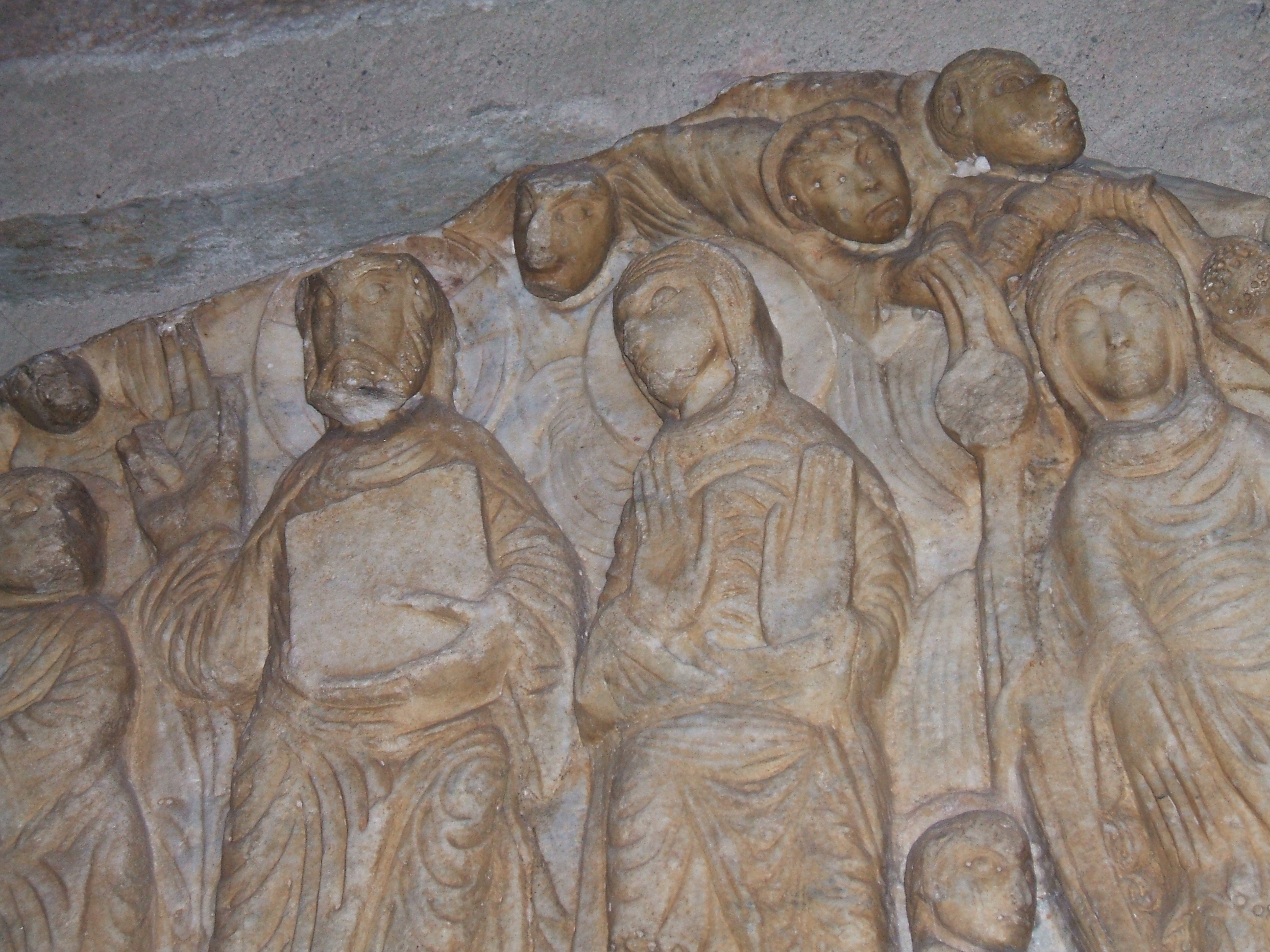
Detall del Timpà de Cabestany realitzat pel mestre de Cabestany

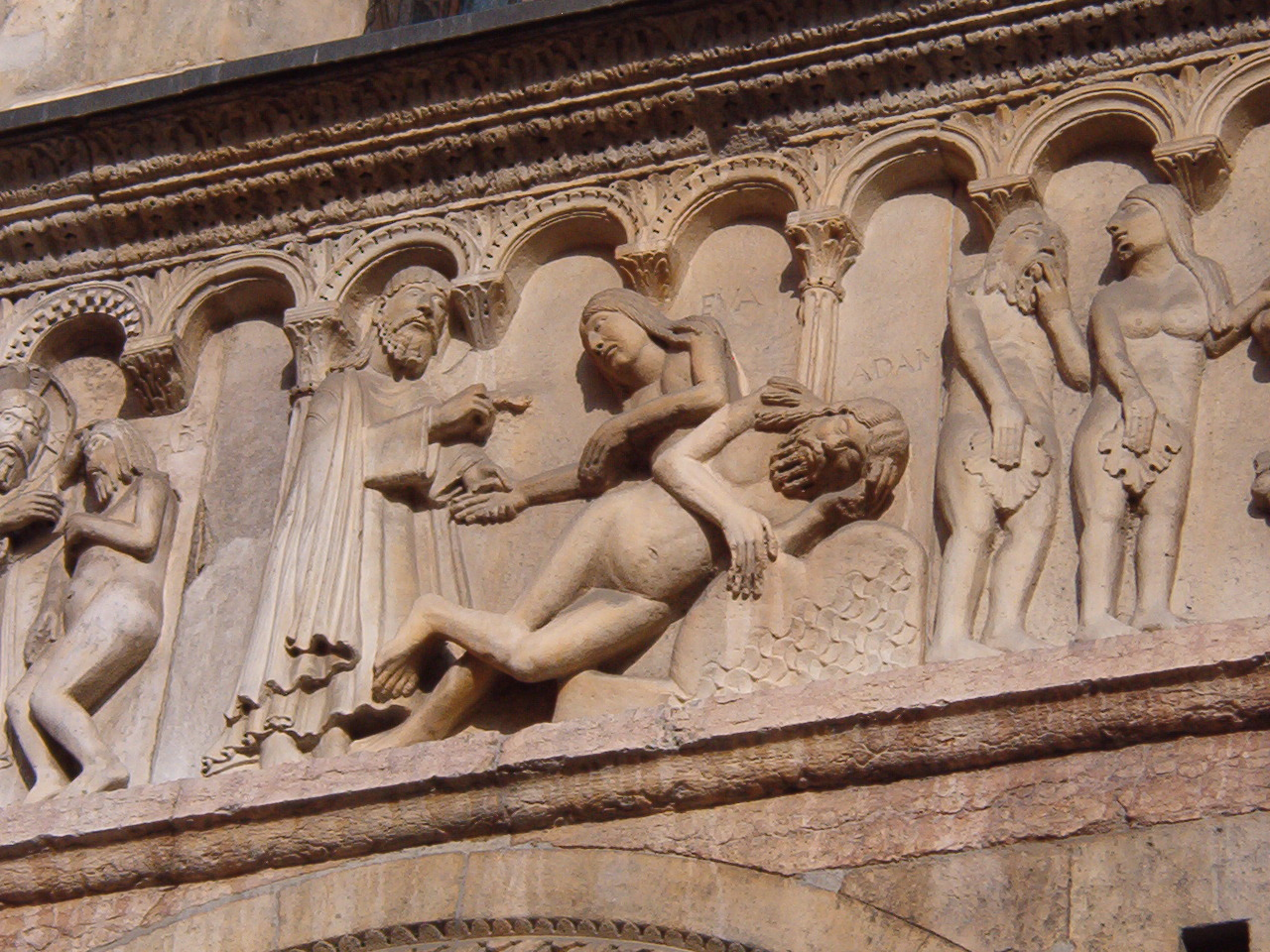
Detall de la Creació d'Eva a la catedral de Mòdena per Wiligelmo de Mòdena (1099)

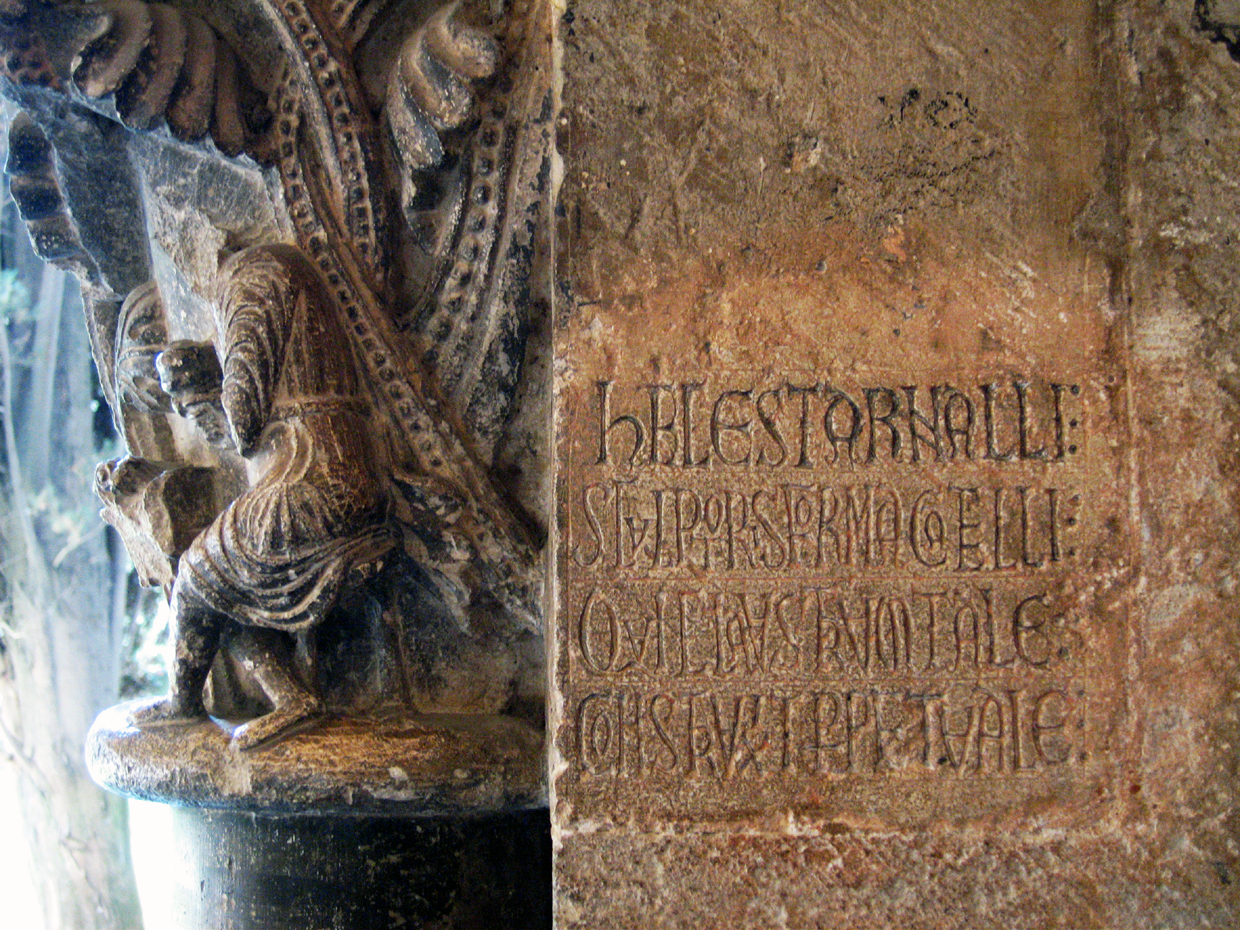
Capitell al monestir de Sant Cugat amb un autoretrat i una inscripció d'Arnau Cadell (c.1190)

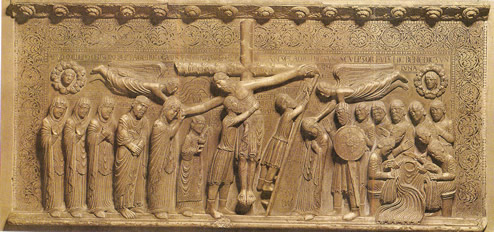
Davallament de la Creu a la catedral de Parma per Benedetto Antelami (1178)

Al nord d'Itàlia hi va haver una expansió durant l'anomenat romànic llombard executat pels magistri comacini, aquests escultors es traslladaven en grup amb gran facilitat i es troben obres documentades als Alps, el Laci, Alemanya, Dinamarca i Suècia, a començaments del segle xi van treballar per tot el territori català, principalment sota el patrocinador abat Oliba. Les seves mostres d'escultura són la majoria amb una decoració a base de figures zoomorfes, d'animals, grius i vegetals i la de figures humanes són rares i amb un aspecte poc realista. Fernando Galtier Martí de la Universitat de Saragossa ha realitzat un estudi (2008), on explica el desenvolupament del treball dels mestres comacini, comparant la gran semblança entre els campanars de les esglésies d'aquesta època del Laci i les construïdes a Catalunya. Un exemple de com els escultors treballaven en diversos territoris es va donar en el taller itinerant de l'anomenat Mestre de Cabestany, actiu al segle xii, que des de la seva regió, el Rosselló, va viatjar i va deixar les seves obres pel Llenguadoc, Catalunya, Navarra i Itàlia.
Una de les escoles escultòriques més exuberants va ser la localitzada a la regió occidental de França en les regions Poitou, Saintonge i Angoumois i també en algunes províncies més del voltant, la decoració amb escultures la van realitzar en capitells de columnes als pòrtics i frisos, i a les arquivoltes tallades a les dovelles radials amb elements repetitius com l'església de Notre-Dame-la-Grande de Poitiers, aquest mètode va ser seguit per mestres d'Espanya i Anglaterra.

En general, els artistes romànics van romandre a l'anonimat, però alguns d'ells van deixar la seva signatura o es troba (en casos més aïllats) documents amb el seu nom com en uns versos a Mòdena, que diuen el nom de l'escultor Wiligelmo de Mòdena (c.1099) autor dels relleus de la catedral:
| « | Així com tu ets digne d'honor entre els escultors / així ara brilla la teva escultura, oh Willigelmo. | » |

Altres vegades el mateix artista es representa treballant, com ho va fer Arnau Cadell en un capitell del claustre del monestir de Sant Cugat: Hec Est Arnalli sculptoris forma catelli qui claustrum tale construxit perpetuale (Aquesta és la imatge de l'escultor Arnau Cadell que va construir aquest claustre per a la posteritat). A la portalada de l'església de Santa Maria la Real de la població de Zangoza, en una estàtua-columna que representa la Mare de Dèu amb un llibre obert a les seves mans mostra aquesta inscripció: Leodegarius me fecit (Leodegarius em va fer). Així també en un altre capitell de la col·legiata de Saint-Pierre en Chauvigny (Vienne) apareix: Godfridus me fecit, o a la portalada de l'església de Revilla de Santullán a Palència junt amb la representació de l'escultor treballant es llegeix: Micaelis me fecit. Ramon de Bianya va signar a dos sepulcres del claustre d'Elna al Rosselló amb: R. de Bia, me fecit, l'obra d'aquest escultor està relacionada estilísticament amb la de l'escultor italià Benedetto Antelami autor del Davallament de la Creu de la Catedral de Parma on va fer la inscripció: El 1178, l'escultor va executar aquest treball al segon mes, aquest escultor Benedetto Antelami. Queda constància d'un altre escultor romànic que va treballar a la catedral de Santiago de Compostel·la, a Sant Isidor de Lleó, i a la catedral de Pamplona:
| « | …consta que l'any 1101 va passar a treballar a la catedral de Pamplona, Esteban, mestre de la catedral de Santiago, que allà va ser ple d'honors i va fer escola, tan derivada de l'escultura de la citada Puerta de Platerías que la identificació entre Esteban, el "Maestro de Platerías" i el segon mestre de San Isidoro sembla segura. | » |

Els mestres acostumaven a rebre una retribució en metàl·lic afegint la manutenció: «al refetor, igual que qualsevol monjo» i béns en espècies. Se sap que el maestro Esteban va rebre per part del bisbe de Pamplona casa, amb terres i vinya a qui a més a més se'l va donar: «seixanta mesures de blat, vi i ordi perquè els agricultors que treballin durant la teva vida aquelles terres ho lliurin a casa teva cada any».

## Arquitectura
L'arquitectura romànica és l'estil de construcció desenvolupat a l'Europa cristiana propi de l'art romànic. Majoritàriament, s'accepta que es desenvolupà durant els segles xi i xii, malgrat que se'n troben exemples del segle x i que l'ús de l'estil subsisteix durant el segle xiii, i que alguns autors han datat el seu inici en el segle viii incloent-hi les construccions preromàniques. Artísticament, és normal dividir el període medieval en preromànic fins al segle x, durant l'alta edat mitjana, romànic durant la primera meitat de la baixa edat mitjana i gòtic el posterior. A partir d'inicis del II mil·lenni, l'estil es difon, ràpidament i homogènia, pel continent, principalment a conseqüència de l'acusat fervor religiós que va envair la societat europea occidental, i és considerada el primer estil unitari europeu després de l'arquitectura romana antiga, darrere la qual s'havien desenvolupat diversos estils, propis de determinats llocs i períodes. Des del període gòtic fins a la fi del segle xviii, l'estil romànic no va ser apreciat i no va rebre atenció especial, fins que, a inicis del xix, el romanticisme suscita l'interès arreu del continent pels orígens nacionals i s'originen moviments artístics historicistes, entre els quals l'arquitectura neoromànica.

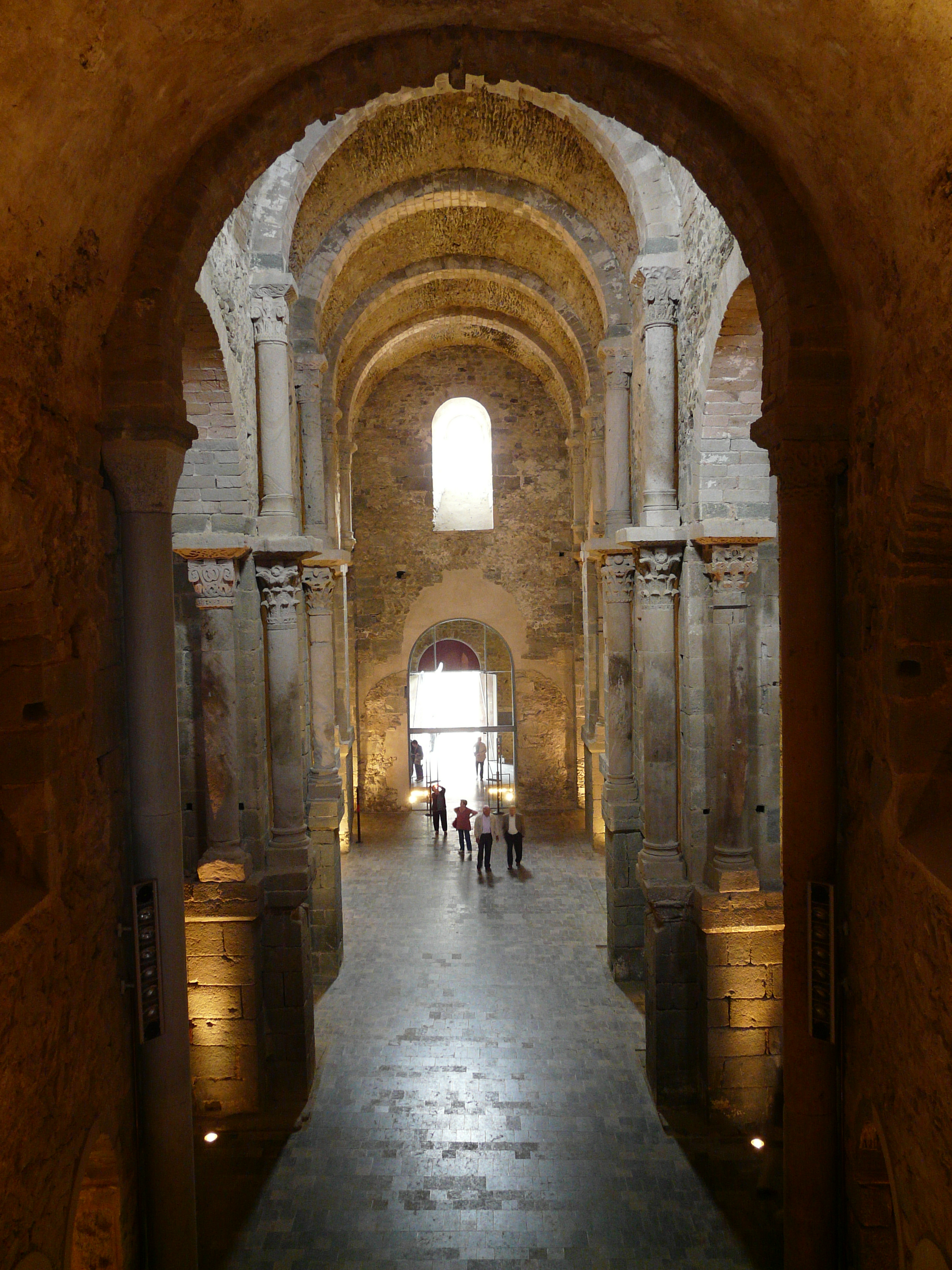
Nau central de l'església, consagrada l'any 1022. Sant Pere de Rodes, (Alt Empordà)

Les edificacions d'estil romànic són hereves de l'arquitectura romana i les seves derivades paleocristiana, preromàniques, romana d'Orient, armènia, carolíngia i otoniana, amb l'afegitó d'algunes peculiaritats locals. A sud del continent —nord d'Itàlia, franja mediterrània francesa i Catalunya—, els artistes continuen les tradicions mediterrànies heretant les produccions paleocristianes; al nord —França i Alemanya fonamentalment—, els antecedents més immediats i decisius són els renaixements carolingi i l'otonià. L'arquitectura romànica és substituïda, des del segon quart del segle xii a França i més endavant a la resta d'Europa, per l'arquitectura gòtica. És en les esglésies, el tipus de construcció més practicat en l'època i del qual en romanen més testimonis en el present, on es troben gairebé totes les seves característiques i pot seguir-se la seva evolució. A Catalunya, poden distingir-se dues etapes en el seu desenvolupament, el primer romànic, que inclou el romànic llombard, més auster, i un segon romànic, el romànic ple, més decorat. Abunden les edificacions de transició al gòtic i les que barregen ambdós estils. L'arquitectura cistercenca, desenvolupada a partir de mitjan segle xii, tot i considerar-se un estil propi, reflecteix patrons romànics de transició al gòtic. Sovint, especialment a les nostres contrades, les edificacions continuaran usant l'estil romànic durant el segle xiii.
El seu tret més característic, encara que no imprescindible, és l'ús de la coberta de pedra, ja utilitzada en arquitectures prehistòriques, i la principal innovació és la vertebració de l'església en trams, mitjançant l'articulació de columnes o pilars, ajudada per la invenció del pilar cruciforme. Altres trets en són: l'arc de mig punt, la volta de canó, la solidesa de la seva fàbrica, amb murs molt gruixuts; plantes i volums simples i ben definits, normalment regulars i simètrics; pilars o columnes sovint, especialment aquestes últimes, coronats amb capitells més o menys decorats que suporten arcuacions, sostres de fusta o voltes, i alguns elements com portades, capçaleres… També utilitza, però, les voltes d'aresta, els arcs apuntats i les voltes de creueria, que seran, els dos darrers, elements principals del gòtic. No és estranya la reutilització d'elements constructius primitius, producte de l'espoli d'edificacions anteriors, en especial d'època romana. Malgrat que avui veiem esglésies romàniques nues, a pedra vista, originalment solien tenir les parets arrebossades i, sovint, plenes de pintures amb colors cridaners.

### Definició del termeromànic
El 1817, l'arqueòleg britànic Thomas Rickman utilitza el terme normand en el seu assaig An Attempt to Discriminate the Styles of English Architecture from the Conquest to the Reformation («Un intent de discriminar els estils de l'arquitectura anglesa des de la conquesta a la Reforma») i els historiadors de l'arquitectura anglesos va retenir el terme —i el seu sinònim «anglonormand»—, referit al poble conqueridor, per a definir-ne l'estil. En el mateix sentit, diferents estudiosos relacionaren els noms de «saxó» i «llombard» per a identificar l'arquitectura produïda arran de les expansions d'aquests pobles.
L'expressió architecture romane ('arquitectura romànica') va ser usada per primera vegada per l'intel·lectual francès Charles de Gerville en una carta de contingut lingüístic, del 1818; amb aquesta expressió definia, comparant-la amb les llengües neollatines, l'arquitectura romana «degradada» construïda després de la caiguda de l'Imperi Romà fins a l'esclat del gòtic, amb la finalitat de desterrar els termes saxone ('saxó') i normande ('normand'), usats amb aquest fi fins aleshores, però considerats inadequats per Gerville. Deia així:
| « | Us he parlat alguna vegada d'arquitectura romànica («romane»). És un mot de creació pròpia que crec afortunadament inventat per a reemplaçar els mots insignificants de "saxó" i de "normand". Tot el món convé que aquesta arquitectura, pesant i grollera, és l'opus romanun desnaturalitzat i successivament degradat pels nostres rudes antecessors. De la mateixa manera, de la llengua llatina, igualment esguerrada, es va crear aquesta llengua romanç («romane»), l'origen i degradació de la qual té molt a veure amb l'origen i progrés de l'arquitectura. Digueu-me, doncs, us ho demano, que el meu nom "romànic" («romane») va ser una troballa afortunada. | » |

El 1824, Arcisse de Caumont aplicà el terme romànic per a definir les construccions dels segles xi i xii, en el seu Essai sur l'architecture religieuse du Moyen Âge. Caumont, com a fundador i dinamitzador de diverses associacions arqueològiques i redactor d'obres d'arquitectura medieval, contribuí decisivament en la introducció de l'adjectiu en cercles acadèmics, malgrat algunes reticències inicials. Jules Quicherat va dignificar l'accepció pejorativa força estesa de l'adjectiu «romànic», que s'associava als bàrbars.
Mentre, actualment, als països del continent, se la defineix com a «arquitectura romànica», en les seves variants lingüístiques, a Anglaterra també se la coneix com a Norman architecture («arquitectura normanda»).
Qualsevol definició de l'arquitectura romànica és necessàriament reductiva en la mesura en què aquesta arquitectura abasta una àmplia varietat de construccions, edificades en una àrea extensa i durant un espai de temps prou perllongat. S'hi afegeix el problema de la delimitació entre els estils preromànics i els purament romànics: l'arc rodó, la volta de canó, la robustesa de la fàbrica són trets comuns en tots dos. De vegades, s'atribueix el terme romànic a realitzacions de data incerta, anteriors o posteriors, pel fet que inclouen tècniques o ambients que, com a tal, apareixen a l'ull de l'observador modern: voltes de canó, arcs de mig punt, capitells historiats, sobrietat, introspecció… D'altra banda, aquests elements no són imprescindibles: per exemple, trobem moltes arquitectures romàniques amb cobertes de fusta, amb capitells que poden no ser decorats o no ser presents, amb voltes apuntades…, i també pot crear confusió la volta de creueria amb nervadures, típica del període gòtic, però ja present en el romànic. Poden desconcertar algunes fortificacions i esglésies senzilles renaixentistes o barroques, i edificacions d'estil neoromànic, realitzades a partir de mitjan segle xix i caracteritzades pel reveniment de les formes romàniques. També desorienten edificacions iniciades en estil romànic i continuades en èpoques posteriors, sovint gòtica, on els elements romànics han quedat amagats o substituïts per d'altres.
- Preromànic asturià del segle ix. San Julián de los Prados (Oviedo)
- Preromànic. Sant Salvador de Vrlika (comtat de Split-Dalmàcia, Croàcia)
- Neoromànic, construïda entre 1852 i 1893. Catedral Major de Marsella (Boques del Roine)

Motiu tergiversador d'una aplicació correcta de l'adjectiu «romànic» són algunes intervencions fetes en arquitectures medievals durant els segles xix i xx. Edificacions, de vegades considerades cabdals, que havien resultat alterades, algunes vegades de manera substancial, per modificacions fetes al llarg dels segles, van ser motiu de reconstruccions idealitzades per arquitectes influïts per tendències medievalistes, dels quals Viollet-le-Duc n'és el més representatiu; aquests corrents historicistes arribaren al Principat de la mà d'Elies Rogent que, durant el període 1886-1893, va «restaurar» l'església del monestir de Ripoll. Si bé, segons alguns autors, aquesta edificació pot representar l'esperit romànic, d'altres, argumentant els criteris subjectius de Rogent, la proposen com a exponent de l'arquitectura neoromànica. El mateix cas presenten, entre tants pel continent, la capçalera de l'església de Sant Joan de les Abadesses, reconstruïda per Puig i Cadafalch a partir de la mateixa interpretació que en feia, segons el mateix arquitecte assumia, i les intervencions al castell de Requesens. Tot i això, els treballs de recerca d'aquests intel·lectuals van motivar estudis i coneixements més precisos sobre l'arquitectura medieval. D'altra banda, pot argumentar-se que una obra és d'un estil determinat, romànic per cas, si considerem que una cosa és l'«estil» de la creació i una altra l'«època» de la seva execució.
- Nau principal reconstruïda durant 1863 i 1893. Santa Maria de Ripoll (Ripollès)
- Capçalera reconstruïda entre 1912 i 1963. Sant Joan de les Abadesses (Ripollès)
- Tomàs de Rocabertí i acompanyants durant la reconstrucció ~1898. Castell de Requesens (Alt Empordà)

També podem definir l'arquitectura romànica amb criteris més subjectius, més o menys ben definits pel que creiem saber sobre les interpretacions religioses de l'època. Així, es podria dir que l'arquitectura romànica dona al visitant —sobretot en edificis petits, però també si la interpretació s'aplica a grans esglésies com Sant Pere de Rodes, Sant Vicenç de Cardona o Nostra Senyora del Port a l'Alvèrnia, entre d'altres— la sensació d'una certa massivitat que evoca l'ombra, la penombra, o la «llum profunda» que esmenta Yves Bonnefoy, en contraposició als ambients lluminosos que proporcionen les altes finestres en el gòtic. Una interpretació és que aquesta arquitectura no té la finalitat d'un ascens gloriós del fidel, sinó més aviat d'una transcendència «cap avall», una forma d'iniciació secreta amb una atmosfera de misteri original. Segons el poeta i mestre d'obres Jacint Torres i Reyató parlant de l'església del monestir de Sant Cugat del Vallès:
| « | ...lo apacible misticisme que revela la macissa fábrica dels tres ábsides ab sas estretas finestras románicas, gelosas de que la llum penetre per ellas, amigas de la obscuritat que regna á dins del santuari y que inspira tranquila meditació. | » |

De fet, però, la presència de llum a l'església romànica cristiana ve determinada pels patrons de les primeres basíliques cristianes; l'elecció de voltes de pedra pesants, per substituir els sostres de fusta en grans edificis, principalment per evitar incendis d'aquests, requereix reforçar les parets i perforar vans estrets. Llavors, la «llum profunda» és conseqüència més de les limitacions tècniques que no pas d'una preferència litúrgica i anirà desapareixent en èpoques avançades de l'estil amb la proliferació de l'ús de contraforts i de voltes apuntades i de creueria, que permetran l'obertura de finestres més àmplies, que faciliten una major il·luminació dels espais interiors.

## L'art romànic a Catalunya

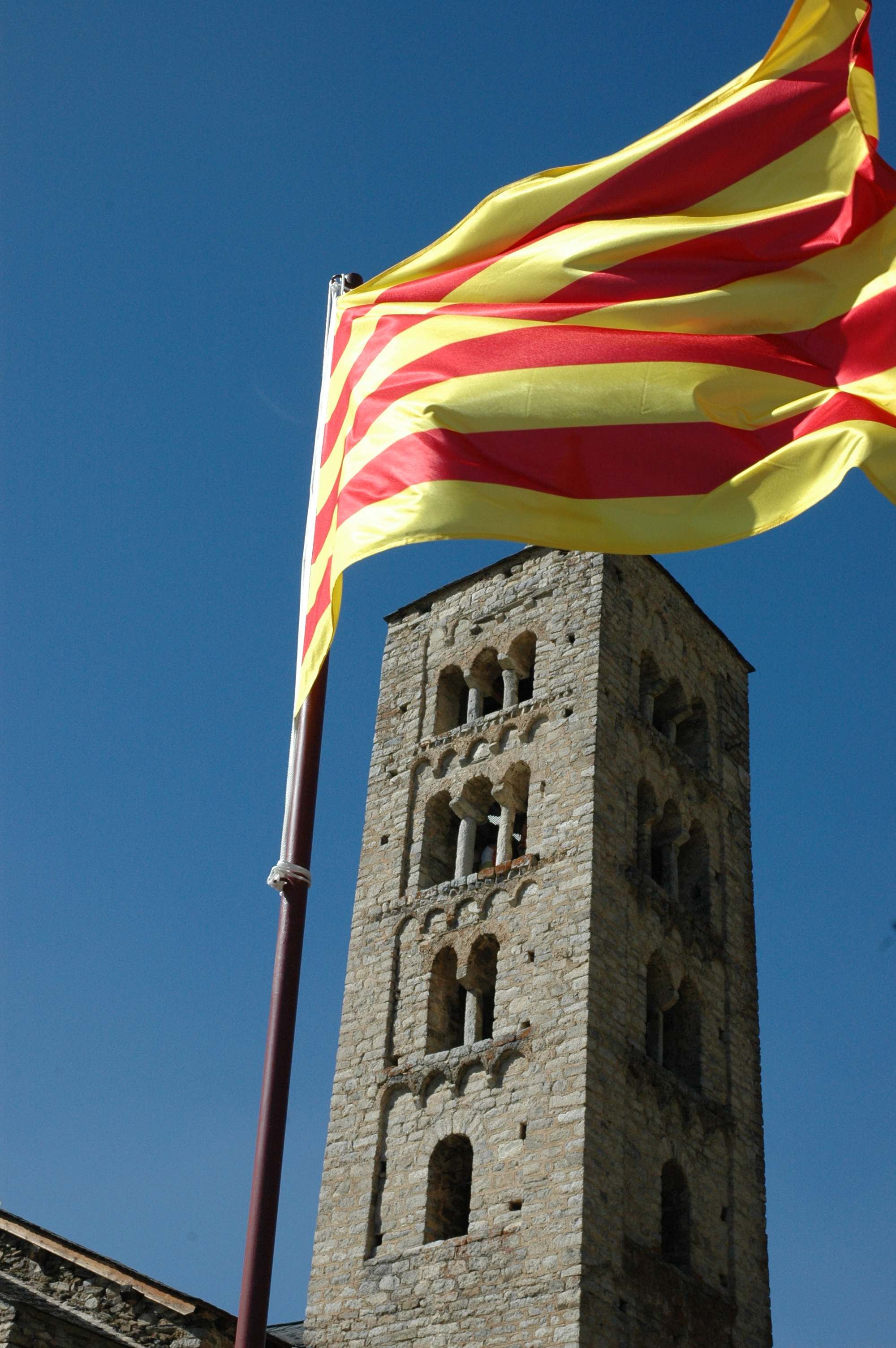
Campanar de Sant Just i Sant Pastor de Son al Pallars Sobirà

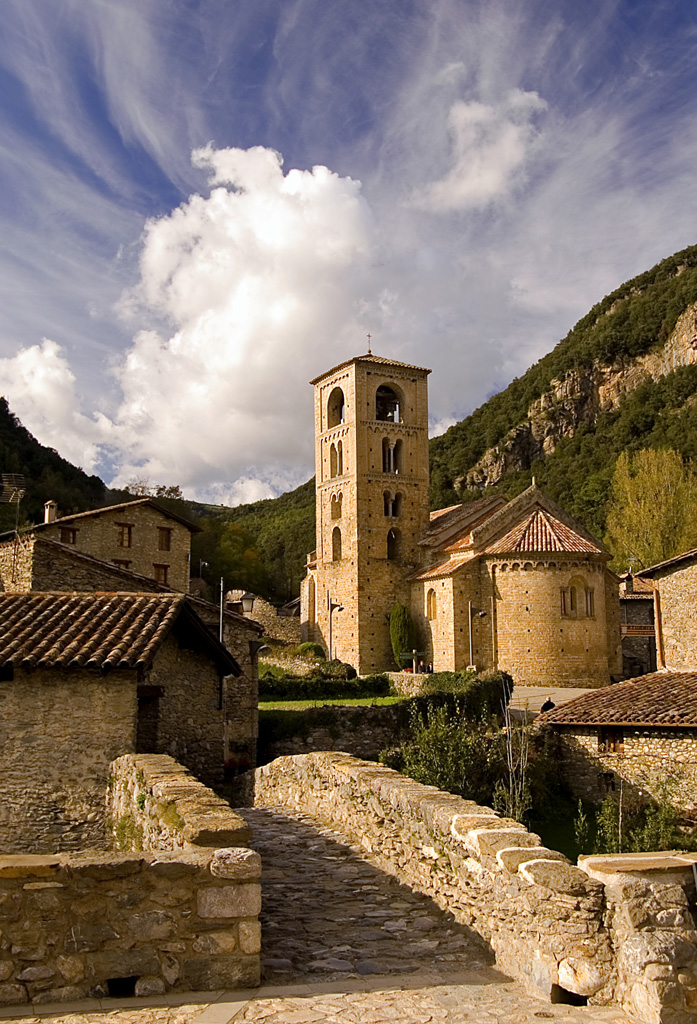
Sant Cristòfol de Beget és una mostra del romànic prepirinenc en el seu estat més pur

La desvinculació dels comtats catalans de la monarquia franca al segle IX va permetre una situació de certa estabilitat que donaria lloc al naixement de l'art romànic.
Les primeres mostres de romànic apareixen a Sant Pere de Rodes, Sant Quirze de Colera, Sant Genís de Fontanes, Sant Andreu de Sureda i Sant Martí de Fenollar, alhora que en desenes de capelles escampades i abandonades per la regió que avui estan fora de l'abast del gran públic.
Com en altres àrees, aquí s'entra aviat amb característiques pròpies, com l'aplicació de les voltes de canó en la cobertura de les naus, les voltes d'arcs ogivals en els espais menors i en les cúpules sota els cimboris. Però se segueix la mateixa evolució de la rusticitat de les masses pètries amb finestres cegues fins al virtuosisme arquitectònic i escultòric ben entrat el segle xiii.
Aquest primer temps es caracteritza per l'ús general d'un aparell de pedres allargades, segurament arrebossades, i una decoració exterior amb lesenes i arcuacions. Les finestres acostumen a ser estretes però de doble esqueixada. És l'estil de principis del segle xi a banda i banda dels Pirineus i, pel sud, arriba al Penedès.
L'Abat Oliba és un dels primers promotors de la campanya renovadora de les esglésies de la seva diòcesi de Vic, que després se n'estén a la resta. Així van néixer les basíliques de Sant Vicenç de Cardona (1040), de Sant Serni de Tavèrnoles (1040) o de Sant Pere de Casserres (1050). També són d'aquesta època la catedral de Girona i la de Vic i els monestirs de Cuixà, Ripoll, Sant Pere de Rodes i de Breda.
L'austeritat d'aquesta primera etapa es desencallà, a la segona meitat del segle xi, amb una major perfecció de l'aparell dels murs gràcies a petits blocs regulars de pedra, a espais més amplis i equilibrats, com el monestir de Sant Llorenç del Munt (1064), Sant Miquel de Fluvià (1066), la catedral d'Elna (1069) i Sant Esteve d'Olius (1079).
Malgrat diversos intents cistercencs de tornar a l'austeritat, l'esclat del romànic continua a la segona meitat del segle xii amb obres de canonges augustinians, com Sant Joan de les Abadesses i de Sant Pere de Besalú.
I arriba el moment més majestuós que allargà el període fins ben entrat el segle xiii, amb l'esclat escultòric de la portada del monestir de Santa Maria de Ripoll, i sobretot amb els claustres de Ripoll mateix, de Sant Pere de Galligants, del monestir de Sant Cugat del Vallès, de la catedral d'Elna, de la catedral de Girona, de Sant Pau del Camp, de Sant Benet de Bages i Santa Maria de l'Estany.

### L'arquitectura romànica catalana
L'arquitectura és la característica principal del romànic català. Es caracteritza principalment pels sostres baixos i les parets molt gruixudes.
En les esglésies destaquen:
- Una distribució amb forma de creu llatina, i la part principal dividida en 3 naus: nau esquerra, central i dreta. La central és la més alta i ampla. Les naus es delimiten per les columnes i parets.
- La seva distribució és molt simètrica. Parets gruixudes amb espitlleres (finestres petites i generalment a l'est, l'oest o al sud, tapades amb alabastre) o ulls de bou (finestres petites i rodones).
- Columnes amples, algunes decorades als capitells (normalment les de l'absis) i d'altres no (les que més pes aguanten, com les que delimiten les naus).
- Les columnes s'uneixen amb arcs de mig punt.
- Els sostres de la nau central en volta de canó i els de les naus centrals amb forma de mitja volta de canó.
- Un absis al final de la nau central, a vegades rodejat per una girola.
- Els capitells decorats amb animals mitològics i escenes bíbliques.

Les esglésies tenien poques finestres per a evitar que s'ensorrés el sostre, i les poques que tenien estaven orientades cap al recorregut del sol i tapades amb alabastre (no havien descobert el vidre). L'interior quedava molt fosc, cosa que contribuïa a la por que feia a la gent.

### Nomenclatura
Nomenclatura utilitzada en la descripció de l'arquitectura romànica:
- Interior:
  - nau:
    - Planta d'una sola nau
    - Planta de creu llatina
    - Planta basilical

  - Presbiteri
  - Creuer
  - Transsepte
  - Nínxol
  - Volta de canó
- Exterior:
  - Absis
  - Absidiola
  - Portalada
  - Finestra d'una esqueixada
  - Finestra de doble esqueixada
  - Torrelló
  - Ull de bou
  - Lesena
  - Arc cec
  - Arc de mig punt